# Мочидли-Якубовента
Мочидли-Якубовента (пол. Moczydły-Jakubowięta) — село в Польщі, у гміні Шепетово Високомазовецького повіту Підляського воєводства.
Населення — 61 особа (2011).
У 1975-1998 роках село належало до Ломжинського воєводства.

## Демографія
Демографічна структура станом на 31 березня 2011 року:
|          | Загалом | Допрацездатний вік | Працездатний вік | Постпрацездатний вік |
| -------- | ------- | ------------------ | ---------------- | -------------------- |
| Чоловіки | 30      | 6                  | 20               | 4                    |
| Жінки    | 31      | 4                  | 17               | 10                   |
| Разом    | 61      | 10                 | 37               | 14                   |